# Сава Новий Калімноський
Сава Новий Калімноський (грец. Σάββας ο Νέος, 1862, Туреччина — 7 квітня 1947, Калімнос, Греція) — православний святий. Його пам'ять відзначають 7 квітня та в п'яту неділю Великого посту. Вважався другом та духовним братом святого Нектарія Егінського. Був офіційно канонізований Константинопольскою православною церквою (Вселенським патріархатом) 19 лютого 1992 року.
Вважається покровителем острова Калімнос, на якому прожив останні 20 років свого життя в якості священника та духовного отця жіночого монастиря Всіх Святих.

## Біографія
Сава народився в 1862 р. у Гераклейці, у Східній Фракії, єдиною дитиною Константиноса та Смарагди, побожних людей, які були дуже бідними. Після хрещення йому дали ім'я Василіос.
Будучи молодим хлопчиком, він навернувся до монашого життя і таємно, не повідомивши батьків, пішов на Афон у віці дванадцяти років, де він приєднався до Скиту святої Анни. Разом із чернечими обов'язками він тут вивчив іконопис та візантійську музику.
Згодом він відправився в Єрусалим на паломництво до святих місць. Він прибув у 1887 році і вступив до монастиря Святого Георгія Хозєва і прожив там сімнадцять років відлюдником у пустельних та суворих скелях. Прослуживши деякий час послушником, його постригли в ченці та надали ім'я Сава.
У 1890 році він приєднався до братства абата Каллініка (з Малоазійської Алатсати), а в 1902 р. був висвячений на диякона. У 1903 році, через рік, він був висвячений у священство священиком архієпископом Никодемом з Діокесарії. Він провів майже 10 років у пустелі біля Йордану, де вів суворе життя і зайнявся молитвою та іконописом. Його житло складалося з двох келій, до яких він дістався, піднявшись по мотузковій драбині. Ця ізоляція була необхідна для успішного внутрішнього зосередження та ноетичної молитви, і Сава досягнув там великого духовного прогресу. Через заворушення, спричинені набігами арабів на Святу Землю, та за станом здоров'я, святий Сава був змушений піти. Він повернувся на батьківщину — Грецію, де шукав тихе місце для продовження монастирського життя. Спочатку його приваблював острів Патмос, де він деякий час жив у скиті Грава, а згодом у монастирі Святого Іоанна.